# Elisardo Santalla
Elisardo Santalla (n. Buenos Aires, Argentina; 1900 - f. íb.; 9 de julio de 1970) fue un conocido actor argentino del cine y teatro.

## Carrera
Santalla fue un gran y reconocido actor de reparto de la época dorada argentina, que secundó a varias estrellas de los "teléfonos blancos" como Mirtha Legrand, Libertad Lamarque y Lolita Torres, y a galanes de la talla de Roberto Escalada, Fernando Lamas y Arturo García Buhr. 

### Filmografía
- 1936: Ya tiene comisario el pueblo
- 1938: Callejón sin salida
- 1938: La que no perdonó como Dr. Monzón
- 1939: Giácomo
- 1940: El inglés de los güesos
- 1940: Petróleo
- 1941: La casa de los cuervos como el mayor Molina
- 1941: Sendas cruzadas
- 1942: Cruza
- 1942: La luna en el pozo
- 1943: Safo, historia de una pasión como don Raimundo
- 1943: Valle negro
- 1943: Frontera Sur
- 1943: El fin de la noche
- 1944: Pachamama
- 1949: Edición Extra
- 1951: La calle junto a la luna
- 1952: Donde comienzan los pantanos
- 1952: Un guapo del 900
- 1954: Río Turbio
- 1955: Lo que le pasó a Reynoso
- 1958: Livets vår como Don Manuelo[1]
- 1965 : Bicho raro

### Televisión
En 1960 trabajó en Teatro del sábado, en el episodio Israel, junto con Mario Danesi, Blanca del Prado, Sergio Renán y Pascual Pellicciotta.

### Teatro
En teatro acompañó a actores de la talla de Elsa O'Connor, Homero Cárpena, Delia Codebó, Lydia Quintana, Margarita Solá, Gloria Ferrandiz, Ilde Pirovano, Orestes Caviglia, Miriam de Urquijo, Pedro Aleandro, Ricardo Passano, Mario Passano, Tulia Ciámpoli, Miguel Gómez Bao, Iris Marga, entre muchos otros. 
En 1948 integra la Compañía teatral de Blanca Podestá con quien actúa en la obra La enemiga, junto con un destacado elenco entre las que se encontraban Mario Danesi, Lilia del Prado, Blanca Vidal, Manolita Serra, Cecilia Reyes, Mary Rey, Amalia Britos, Pedro Aleandro, Américo Acosta Machado, Alfredo Distasio y Jorge de la Riestra.
A fines de 1952 participó de la obra Un árbol para subir al cielo de Fermín Chávez, integrando la compañía de la primera actriz Lola Membrives en un elenco en el que se encontraban Marcelle Marcel, Sara Olmos, René Cossa, Mario Danesi, Virginia de la Cruz, Pierina Dealessi, Nelly Darén, entre otros. 
En 1953 actuó en el Teatro Presidente Alvear en la obra El patio de la morocha de Cátulo Castillo y Aníbal Troilo, bajo la dirección de Román Vignoly Barreto ycon un amplio reparto de actores entre los que estaban Milagros Senisterra, Gregorio Podestá, Jorge de la Riestra, Inés Murray, Alberto Alat, Pedro Maratea, Aída Luz, Mario Danesi y Pierina Dealessi. Esta obra se estrenó en pleno gobierno peronista (segunda presidencia de Juan Domingo Perón).
Otra obras en las que participó fueron:
- La tierra del Santero y del Virrey como Don Tristán de Guevara, en el Teatro El Nacional.[5]
- MOIIA-MIAMIA (Tierra Madre)
- Los amores de la virreyna
- El señor maestro como Atiliano
- Buenos días Mamá (1963)

Intervino en la grabación realizada para el sello Odeón de la versión sonora de José González Castillo y Cátulo Castillo del Martín Fierro de José Hernández con la intervención de José Rodríguez Fauré y la participación de la Orquesta Sinfónica de Profesores del Teatro Colón de Buenos Aires y Coro, junto a actores de la talla de Eloy Álvarez, Jorge Bono y Carlos Perelli, entre otros.

## Otras actividades
Elisardo tuvo actividad como gremialista, ya que integró una gremial socialista de actores junto a los actores Eduardo Cuitiño, Malisa Zini y Pedro Maratea.

## Vida privada
Un hermano, Guillermo Santalla, también era actor y la hija que tuvo con la actriz Amanda Santalla es la primera actriz, Perla Santalla. Fue el patriarca de una generación actoral de raigambre campera, cuando los valores seguían claros.